# Георг Бонк
Георг Бонк (нім. Georg Bonk; 12 березня 1917 — 10 жовтня 1982) — німецький військовослужбовець, оберфельдфебель резерву вермахту (1944). Кавалер Лицарського хреста Залізного хреста з дубовим листям.

## Біографія
Наприкінці 1940 року призваний в запасний піхотний батальйон «Тешен» і після підготовки направлений в 365-й піхотний полк, дислокований у Франції. З лютого 1942 року брав участь у Німецько-радянській війні. Відзначився у боях під Орлом. З 1944 року — командир взводу 6-ї роти. Відзначився у боях під Ковелем. Наприкінці 1944 року був важко поранений і на фронт більше не повернувся.

## Нагороди
- Штурмовий піхотний знак в сріблі
- Медаль «За зимову кампанію на Сході 1941/42»
- Залізний хрест
  - 2-го класу (15 лютого 1943)
  - 1-го класу (7 березня 1943)
- Лицарський хрест Залізного хреста з дубовим листям
  - лицарський хрест (17 серпня 1943)
  - дубове листя (№492; 9 червня 1944)
- Нагрудний знак ближнього бою в бронзі
- Нагрудний знак «За поранення» в чорному